# Pisa (provincie)
Pisa is een van de tien provincies van de Italiaanse regio Toscane. Hoofdstad is de stad Pisa.
Pisa heeft een oppervlakte van 1887 km² en ongeveer 275.000 inwoners. Het grootste deel van de provincie ligt in een glooiende vlakte die wordt doorsneden door de rivier de Arno in het noorden en de Cecina in het zuiden. Het landschap in het zuiden van de provincie is beduidend heuvelachtiger. De provincie heeft een korte kuststrook, daar waar de Arno in de Tyrreense Zee uitmondt, bij Marina di Pisa. De hoofdstad is excentrisch gelegen, namelijk in de noordwesthoek van de provincie.
De provincie grenst aan de provincies Livorno, Florence, Grosseto, Siena en Lucca.
De afkorting voor Pisa is PI.

## Plaatsen
Belangrijkste plaatsen in de provincie Pisa, naast de hoofdstad, zijn het bij toeristen geliefde Volterra en Pontedera.
Zie ook:
- Gemeentes van de Italiaanse provincie Pisa